# میلن دمونژو
میلن دمونژو (فرانسوی: Mylène Demongeot‎؛ زادهٔ ۲۹ سپتامبر ۱۹۳۵ - در گذشته اول دسامبر ۲۰۲۲) هنرپیشه اهل فرانسه است. از فیلم‌هایی که وی در آنها نقش داشته‌است می‌توان به سلام بر غم، کلبه عمو تام، بوته چینی، سه تفنگدار، قارچ، اگر بمیری، می‌کشمت، فانتوماس، فانتوماس رهاشده، فانتوماس در برابر اسکاتلندیارد و جشن غیرمنتظره اشاره کرد.